# Talthybia depressa
Talthybia depressa is een spinnensoort in de taxonomische indeling van de wielwebspinnen (Araneidae).
Het dier behoort tot het geslacht Talthybia. De wetenschappelijke naam van de soort werd voor het eerst geldig gepubliceerd in 1898 door Tord Tamerlan Teodor Thorell.